# روكالوميرا
روكالوميرا (بالإيطالية: Roccalumera)‏ هي بلدية في مقاطعة ميسينا في صقلية الإيطالية.

## السكان
في سنة 1861 بلغ عدد السكان 2٬316 نسمة، وتطور العدد ليصل في سنة 2011 لـ 4٬105 نسمة.
يظهر هذا المخطط البياني تطور النمو السكاني لـ روكالوميرا